# GFS마켓
GFS마켓(GFSmarket)은 2013년 오스트레일리아 멜버른에서 설립된 글로벌 CFD 트레이딩 플랫폼이다. 현재 15개국에서 서비스를 운영하고 있으며, 주요 사업 분야는 외환, 원자재, 지수, 미국주식, 암호화폐 등 전 세계 다양한 글로벌 OTC 금융시장에서 총 900개 이상 종목을 중개 지원하고 있다. 최대 1:1000 레버리지로 거래가 가능하다. GFS마켓은 호주금융감독원의 회계 감사와 자금 통제를 통한 강력한 법망 규제하에 운영되고 있다. 2021년 기준 누적 가입자가 130만 명에 달하며 계약 거래량은 전 세계 7위를 기록하고 있다.
GFS마켓은 오스트레일리아 멜버른을 기반으로, 두바이, 홍콩, 일본 등 전세계 15개 국가에 글로벌 서비스를 중개하고 있으며 호주금융감독원 ASIC 허가를 통해 높은 규제 보안에 따르고 있다.

## 메타트레이더5
메타트레이더 5(MetaTrader 5, 약칭 MT5)는 GFS 마켓이 제공하는 공식 홈 트레이딩 시스템(HTS)으로, 트레이더들에게 직관적이고 효율적인 거래 환경을 제공한다.
MT5는 다음과 같은 주요 기능을 제공한다:
- 다중 자산 거래: 외환, 주식, 암호화폐, 지수, 선물 등 다양한 자산을 한 플랫폼에서 거래할 수 있다.
- 고급 차트 도구: 21개 시간대, 80개 이상의 기술적 분석 도구, 맞춤형 지표 생성 기능.
- 자동화 거래: EA(Expert Advisor)를 통해 알고리즘 거래를 지원한다.
- 카피 트레이딩: 숙련된 트레이더의 거래를 복사할 수 있는 소셜 트레이딩 기능.
- 다중 플랫폼 지원: 데스크톱, 웹, 모바일 앱을 통해 언제 어디서나 접속 가능.

## 특징
1. 안전한 자산 관리
  - 호주의 제1은행인 커먼웰스 뱅크(Commonwealth Bank)와 협약하여 모든 고객 자산은 회사 자산과 분리되어 안전하게 보관된다.
  - 런던 로이즈(Lloyd's of London) 보증 아래 예금자 보호를 제공하며, 고객 자산은 최대 $500,000 USD까지 안전하게 보호된다.
2. 글로벌 유동성 공급 네트워크
  - 세계 최대 은행 중 하나인 골드만삭스(Goldman Sachs) 및 AA 등급의 유동성 공급자(LP)와 정식 계약을 체결하여 투자자들에게 최저 수수료와 최적의 거래 환경을 제공한다.
  - 자체 유동성 공급 플랫폼 RCF Prime 서비스를 통해 기관 투자자에게도 유동성을 공급하며, 기관 단위의 대규모 거래를 지원한다.
3. 최소 진입 장벽
  - 최소 증거금 $50로 시작할 수 있는 소수점 거래 서비스를 제공한다.